# Kinderheim Feuerweg 6

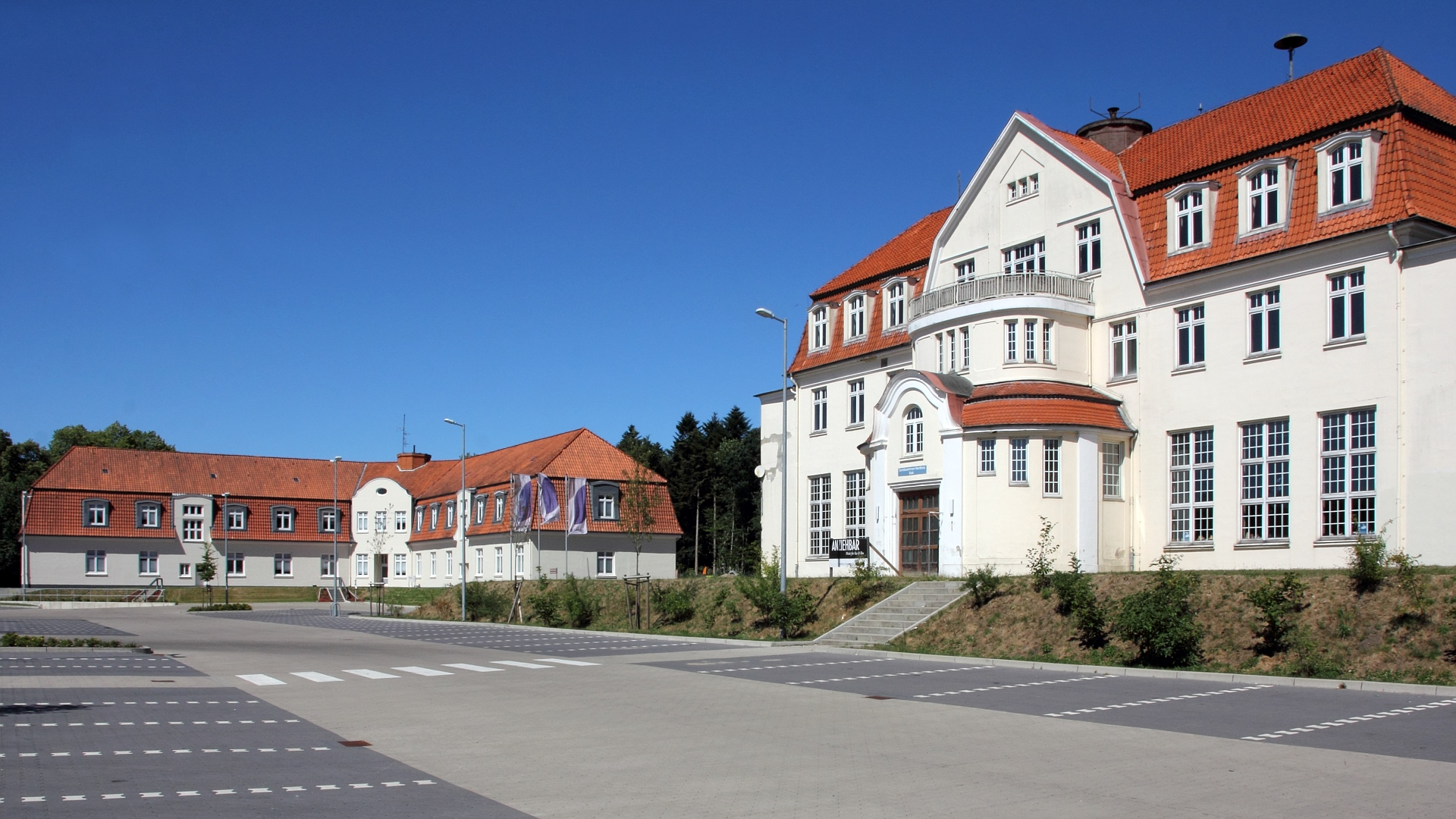
Ehemaliges „Kinderheim Feuerweg 6“ in Nordholz

Das ehemalige Kinderheim Feuerweg 6 in der niedersächsischen Gemeinde Wurster Nordseeküste, Ortsteil Nordholz, im Landkreis Cuxhaven, stammt Anfang des 19. Jahrhunderts.
Aktuell (2024) wird es durch Büros verschiedener Firmen und der Kinder- und Jugendarztpraxis Cuxland genutzt.
Das Gebäude steht unter Denkmalschutz (siehe auch Liste der Baudenkmale in Wurster Nordseeküste).

## Beschreibung
Die symmetrische Anlage von 1908 wurde in den zeittypischen Formen nach Plänen des Bremer Architekten Hans Lassen auf Initiative des Bremer Kaufmanns Carl Rese gebaut und besteht aus:
- dem zweigeschossigen verputzten repräsentativen T-förmigen Hauptgebäude mit Mansarddach, dem dreigeschossigen Mittelrisalit mit Eingang und eingeschossigem Vorbau,
- den zwei eingeschossigen Winkelbauten mit Mansarddächern und den Giebelrisaliten in den inneren Winkeln der Flügel; ursprünglich waren die Flügel durch überdachte Laubengänge mit dem Haupthaus verbunden
- sowie den nur wenig erhaltenen früheren Frei- und Grünflächen.

Die innere Struktur und wandfeste Ausstattung der Gebäude ist fast vollständig erhalten. Das Haupthaus erhielt später zwei störende zusätzliche Dachgeschosse.
Die Trägerschaft des Kinderheims wechselte bis Ende des Zweiten Weltkrieges. Es wurde dann durch das Militär und danach durch Firmen genutzt.
Das Landesdenkmalamt befand u. a.: „… Die Erhaltung der historischen Anlage besteht aufgrund des guten Erhaltungszustandes im Hinblick auf den gebäudetypischen Zeugniswert, wegen der Bedeutung für die Orts- und Sozialgeschichte …“